# Vaccinium myodianum
Vaccinium myodianum är en ljungväxtart som beskrevs av S.Panda och Sanjappa. Vaccinium myodianum ingår i Blåbärssläktet, och familjen ljungväxter. Inga underarter finns listade i Catalogue of Life.